# Ronald Cornelissen

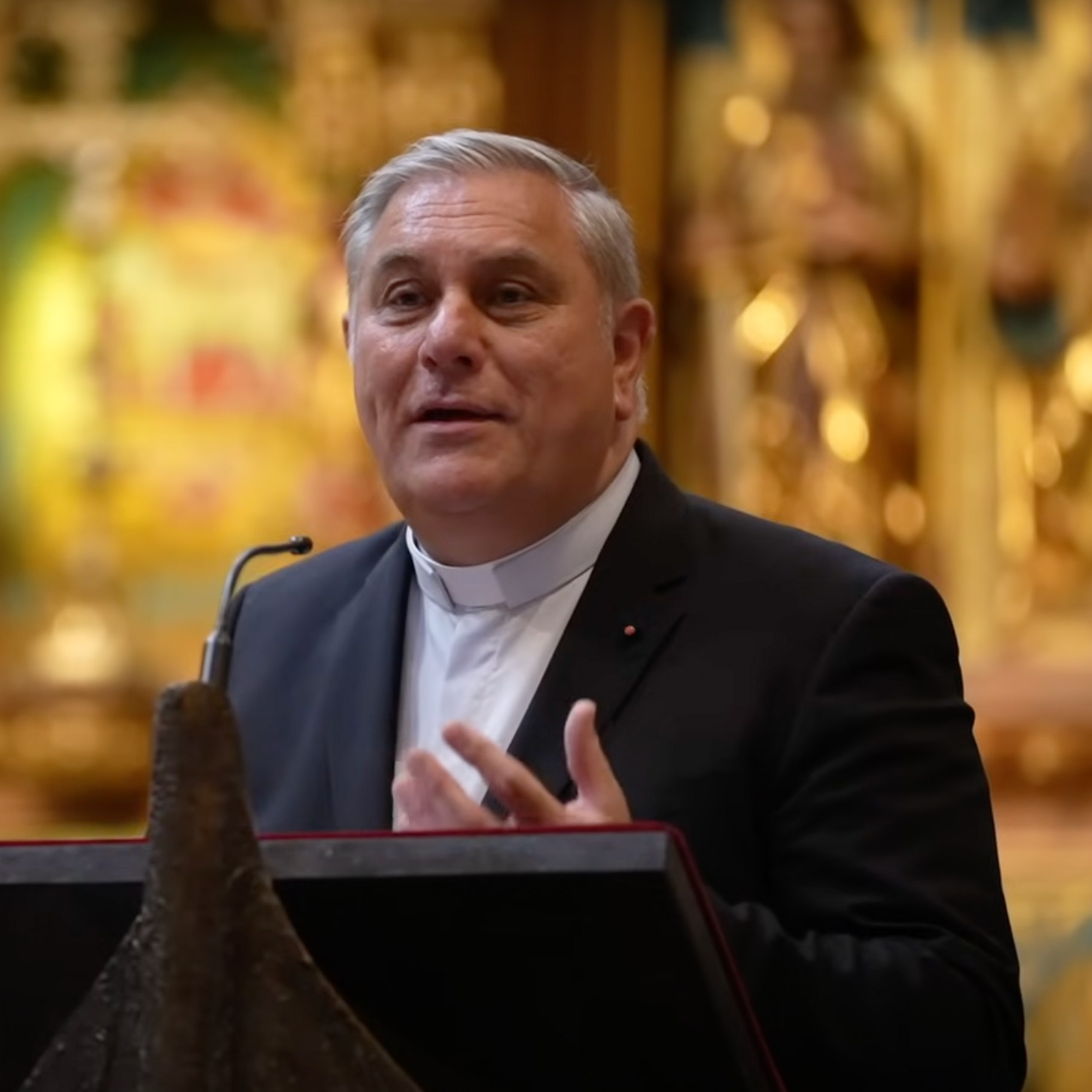
Ronald Cornelissen

Ronald Gerhardus Wilhelmus Cornelissen (* 12. Dezember 1964 in Gaanderen) ist ein niederländischer römisch-katholischer Geistlicher. Er ist designierter Bischof des Bistums Groningen-Leeuwarden und folgt in diesem Amt auf Ron van den Hout.

## Leben
Cornelissen wuchst als jüngstes von vier Kindern in Gaanderen auf. Nach einem Studium der Theologie am Ariënskonvikt und der Katholischen Theologischen Unversität (später Universität Tilburg) in Utrecht erfolgten jeweils durch Adrianus Kardinal Simonis am 27. Januar 1996 seine Diakonen- und am 19. Oktober 1996 seine Priesterweihe für das Erzbistum Utrecht. Im Anschluss übte er seinen Dienst in Pfarreien in Deventer, Raalte – dort war er bereits zuvor im Praktikum eingesetzt gewesen – und Rijssen aus. Anschließend war er als Gemeindevikar in den Gemeinden von Nordost Salland tätig (De Belte, Dedemsvaart, Hardenberg und Slagharen). Er wurde 2001 zum Pastor der Gemeinden in Beuningen, De Lutte, Denekamp und Noord Deurningen ernannt, 2004 zum Pastor des Pfarreiverbundes Lumen Christi Noordoost Twente (umfasst zusätzlich zum vorherigen Gebiet die Gemeinden in Lattrop, Ootmarsum und Tilligte). Von 2005 bis 2007 absolvierte er eine Weiterbildung im Bereich Gemeindeentwicklung. Willem Jacobus Kardinal Eijk ernannte ihn im Februar 2009 zum Bischofsvikar für die Region Deventer und zugleich zum bischöflichen Vikar für Ehe und Familie und Leiter der gleichnamigen Arbeitsgruppe des Bistums. Seit 2017 war er zusätzlich mit halber Stelle als Pastor der Gemeinden Hl. Lebuinus in Deventer und Hl. Kreuz in Raalte eingesetzt. Zwei Jahre später wurde diese Aufgabe auch auf die Marcellinusgemeinde in Rijssen/Enter ausgedehnt.
Er war Vorsitzender der diözesanen Arbeitsgruppe Wallfahrten und wirkte häufig an Wallfahrten mit, darunter nach Lourdes, Kevelaer und ins Heilige Land.
Seit 2015 ist er Ehrenkaplan der Lourdesgrotte. Seit 2021 ist er Mitglied des Ritterordens vom Heiligen Grab zu Jerusalem.
Am 7. Juli 2025 vermeldeten der Vatikan und das Bistum Groningen-Leeuwarden Cornelissens Ernennung zum Bischof von Groningen-Leeuwarden. Die Anfrage des erst kurz zuvor neu eingesetzten Nuntius, die ihn am 21. Juni erreicht habe, habe ihn überrascht. Seine Weihe und die Besitzergreifung seiner Diözese wird für Ende 2025 erwartet.

## Positionen (Auswahl)
Cornelissens Ernennung gilt als außergewöhnlich, da er nicht promoviert ist und keine Karriere an kirchlichen Ausbildungsinstituten absolviert hat.

### Gesellschaft
Cornelissen befürwortet eine deutliche Positionierung der Kirche zu gesellschaftlich relevanten Themen, beispielsweise zur Migration. Hier sprach er sich für eine moderates Vorgehen aus.

### Kirche
Cornelissen misst der Jugendpastoral große Bedeutung zu. Er lobte Aktivitäten, die das Bistum Groningen-Leeuwarden für Jugendliche bereits organisiert, und erklärte die Absicht, noch missionarischer und synodaler arbeiten zu wollen.
Den von Papst Franziskus initiierten weltweiten synodalen Prozess sieht Cornelissen wohlwollend, dieser inspiriere durch die Aufmerksamkeit für lokale Glaubensgemeinschaften und Zusammenarbeit als Träger des Kircheseins der Zukunft.
Er befürwortet eine Vielfalt verschiedener Liturgieformen, besonders, um möglichst vielen Menschen einen regelmäßig Kommunionempfang angesichts der Größe des Bistums zu ermöglichen.

Anlässlich seiner Ernennung äußerte sich Cornelissen positiv zur Ökumene in seinem zukünftigen Bistum:
„Wir sind als Katholiken eine kleine Minderheit, also finden wir es wichtig, mit anderen Kirchen zusammenzuarbeiten.“
An seinen bisherigen Wirkungsstätten habe er bereits gute ökumenische Erfahrungen gemacht. Möglichkeiten für zukünftige Zusammenarbeit sieht er beispielsweise beim Vertreten gemeinsamer Positionen zu gesellschaftlichen Themen.
Eine mögliche Auflösung des zahlenmäßig kleinen Bistums sieht er derzeit als nicht realistisch oder notwendig an.